# فنسنت يومانز
فنسنت يومانز (بالإنجليزية: Vincent Youmans)‏ هو كاتب أغاني وملحن أمريكي، ولد في 27 سبتمبر 1898 في نيويورك في الولايات المتحدة، وتوفي في 5 أبريل 1946 في دنفر في الولايات المتحدة بسبب سل.

## وصلات خارجية
- فنسنت يومانز على موقع IMDb (الإنجليزية)
- فنسنت يومانز على موقع الموسوعة البريطانية (الإنجليزية)
- فنسنت يومانز على موقع ألو سيني (الفرنسية)
- فنسنت يومانز على موقع ميوزك برينز (الإنجليزية)
- فنسنت يومانز على موقع أول موفي (الإنجليزية)
- فنسنت يومانز على موقع قاعدة بيانات برودواي على الإنترنت (الإنجليزية)
- فنسنت يومانز على موقع قاعدة بيانات الأفلام السويدية (السويدية)
- فنسنت يومانز على موقع إن إن دي بي (الإنجليزية)
- فنسنت يومانز على موقع ديسكوغز (الإنجليزية)
- فنسنت يومانز على موقع قاعدة بيانات الفيلم (الإنجليزية)